# MV Agusta Superveloce
La MV Agusta Superveloce è una motocicletta prodotta dalla casa motociclistica italiana MV Agusta dal 2020.

## Contesto
La Superveloce è stata esposta per la prima volta sotto forma di concept ad EICMA 2018. MV Agusta è stata invitata a esporre la moto al Concorso d'eleganza Villa d'Este, dove ha vinto il primo premio nella categoria "Concept Bike".
Ad EICMA nel novembre 2019 sono state presentate due versioni definitive per la produzione in serie: la Superveloce 800 Serie Oro in edizione limitata e più simile alla concept bike e la Superveloce 800.

## Profilo e tecnica

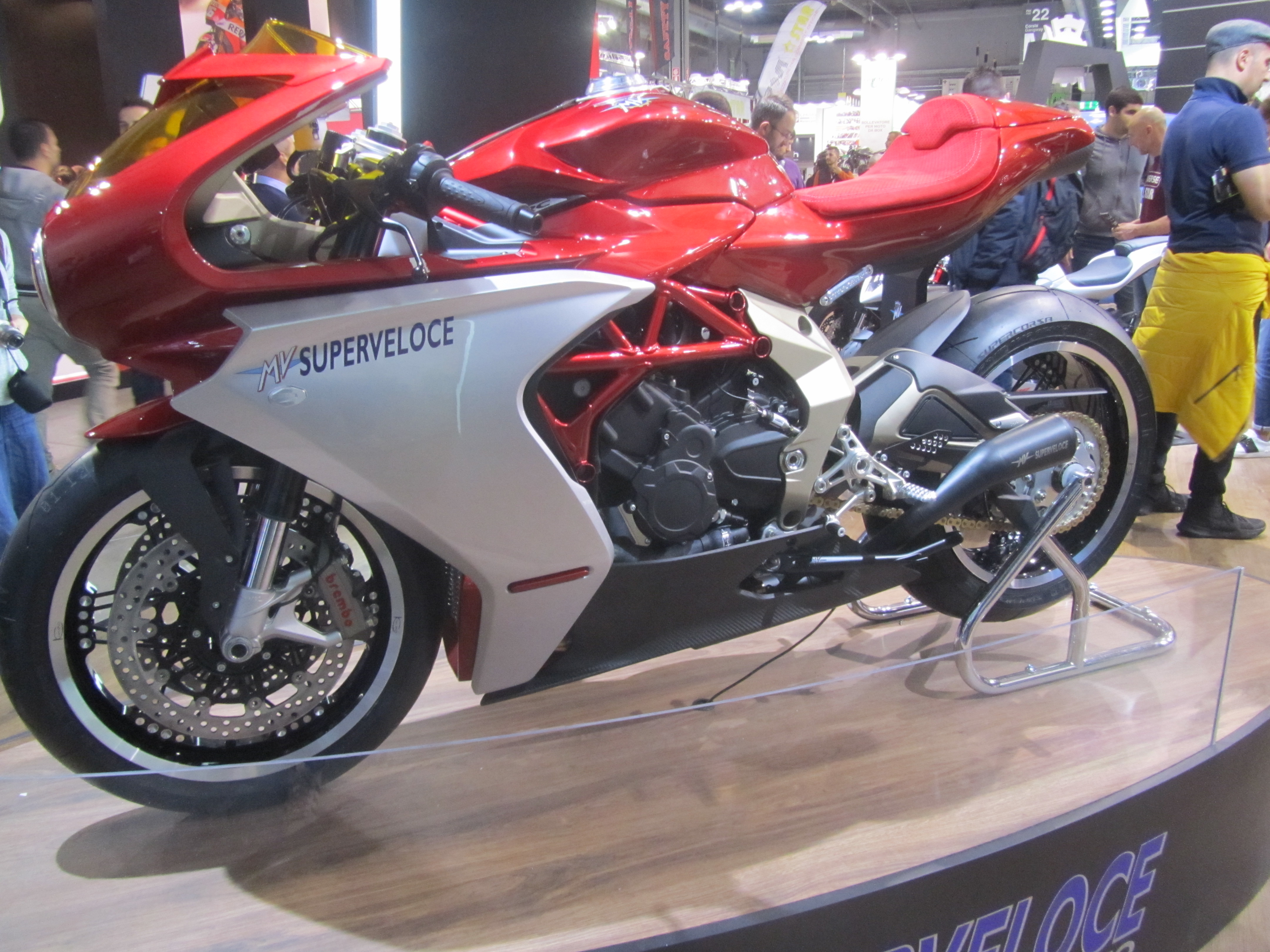
Superveloce 800 Serie Oro

Dotata del motore della F3 800, la Superveloce è una sportiva dalla potenza di 148 CV a 13.000 giri/min e raggiunge il picco di coppia a 10.600 giri/min con un valore pari a 88 Nm. Il propulsore è il classico MV a quattro tempi con architettura tre cilindri avente distribuzione a 12 valvole con doppio albero a camme in testa; la cilindrata totale è di 798  cm³ con un rapporto di compressione pari a 13,3:1, con alesaggio per corsa di 79 mm x 54,3 mm. Il raffreddamento è sia a liquido che a olio con radiatori separati. 
Le pinze dei freni sono radiali e prodotti dalla Brembo, con doppi dischi dal diametro di 320 all'anteriore e singolo da 220 mm al posteriore. 
Il design si discosta dalle altre MV, richiamando le vecchie sportive degli anni '70 con fanali tondi e cupolino aerodinamico molto basso. Presenta i caratteristici scarichi a 3 uscite posti sul lato desto destro, una forma della sella e del serbatoio molto raccolta, parte del traliccio del telaio

## Evoluzione

### Superveloce 800 Serie Oro
La Superveloce 800 Serie Oro è stata la prima della gamna ad essere annunciata: ha la carrozzeria in fibra di carbonio compreso il cupolino fumè giallo. La carrozzeria leggera contribuisce a contenere il peso a secco in soli 173 kg. Vengono montati nuovi cerchi a sei razze.
La moto utilizza scarichi SC Projects con schema 3-in-1-in-3, due terminali d'uscita a destra e uno a sinistra, che aumenta la potenza a 153 CV (115 kW).

### Superveloce 800
La versione standard della Superveloce 800 utilizza la carrozzeria realizzata in termoplastica anziché la fibra di carbonio della Serie Oro per ridurre i costi. Serbatoio e ruote sono della F3. Viene utilizzato uno scarico simile all'F3, con tre tubi sovrapposti sul lato destro. 
La versione di produzione della Superveloce 800 è stata messa in vendita alla fine del 2020.

### Superveloce Ago

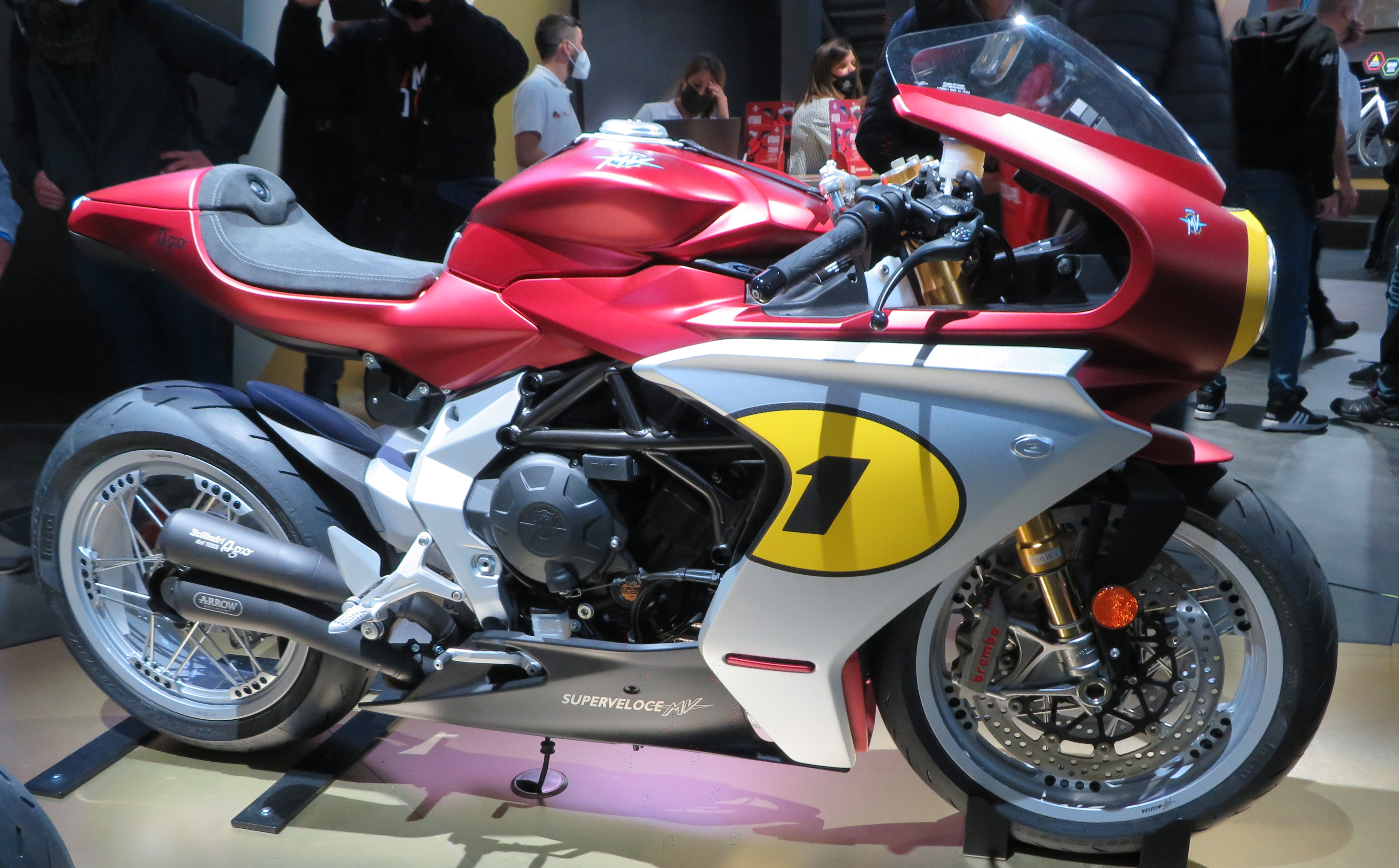
Superveloce Ago

MV Agusta ha annunciato la Superveloce Ago nell'ottobre 2021, versione dedicata ai 15 titoli mondiali di Giacomo Agostini e presentata in pubblico a novembre durante EICMA dove è stata anche premiata come "Moto più bella del Salone.
Le caratteristiche della Superveloce Ago includono: componenti delle sospensioni aggiornati; componenti della carrozzeria in fibra di carbonio; la piastra forcella superiore, il pedale del cambio e il pedale del freno posteriore sono ricavati dal pieno in alluminio; ruote a raggi e una nuova piattaforma inerziale a sei assi (IMU). È disponibile un kit racing che comprende uno scarico Arrow a tre terminali abbinato ad una centralina dedicata, che porta la potenza a 151 cavalli.

### Superveloce 1000 Serie Oro
La Superveloce 1000 Serie Oro è stata presentata all'inizio di novembre 2022. Questa versione si discosta e differenzia in maniera sostanziale rispetto a tutte le altre, in quanto è basata sulla piattaforma e meccanica della più grande Brutale 1000 RR, dal quale riprende telaio, ciclistica e motore a quattro cilindri in linea da 998 cm³, con quest'ultimo pesantemente modificato e dotato di un secondo contralbero di bilanciamento assente sulla Brutale, che produce 208 CV a 13000 giri/min. Altri cambiamenti sono stati ottemperati montando sospensioni elettroniche Öhlins e una carenatura in fibra di carbonio con alette e appendici aerodinamiche specifiche.